# NGC 2893
NGC 2893 ist eine Linsenförmige Galaxie mit hoher Sternentstehungsrate vom Hubble-Typ SB0/a im Sternbild Löwe auf der Ekliptik. Sie ist schätzungsweise 74 Millionen Lichtjahre von der Milchstraße entfernt und hat einen Durchmesser von etwa 25.000 Lichtjahren.
Im selben Himmelsareal befinden sich u. a. die Galaxien IC 2475, IC 2476, IC 2479, IC 2480.
Das Objekt wurde am 13. März 1785 von Wilhelm Herschel entdeckt.